# IC 4793
IC 4793 ist eine Spiralgalaxie vom Hubble-Typ Sb im Sternbild Pfau am Südsternhimmel. Sie ist schätzungsweise 196 Millionen Lichtjahre von der Milchstraße entfernt.
Das Objekt wurde am 13. August 1901 von DeLisle Stewart entdeckt.